# Amaia González de Garibay Barba
Amaia González de Garibay Barba (geboren am 27. Februar 1997 in Valladolid) ist eine spanische Handballspielerin, die auf der Spielposition Linksaußen eingesetzt wird.

## Vereinskarriere
Sie hatte ihr erstes Engagement bei Caja Rural Aula Valladolid, spielte dann von 2017 bis 2020 bei Zubileta Evolution Zuazo. Wegen einer Verletzung musste sie dort von 2018 bis 2019 pausieren. Seit 2020 ist sie wieder für Caja Rural Aula Valladolid aktiv.

## Auswahlmannschaften
González de Garibay spielte erstmals am 25. Januar 2011 für eine spanische Auswahlmannschaft. Mit der Jugendnationalmannschaft, mit der sie auch an der U-17-Europameisterschaft 2011 teilnahm, bestritt sie 16 Länderspiele, in denen sie 55 Tore warf.
Von März 2013 bis April 2014 stand sie in elf Länderspielen der Juniorenauswahl im Aufgebot; sie erzielte dabei 22 Tore.
Für die A-Auswahl spielte González de Garibay erstmals am 20. März 2015. Sie nahm an der Europameisterschaft 2016, der Weltmeisterschaft 2017 und an den Mittelmeerspielen 2018 teil. Im März 2023 wurde sie erneut in die Auswahl berufen und nahm Ende des Jahres an der Weltmeisterschaft 2023 teil.